# Червена звезда
 Тази статия е за символа.  За квартала в София вижте Дианабад.  
Червената звезда (★) е символ на Комунистическото движение. В комунистическото движение символизира петте континента на Земята или международната солидарност на работниците. Звездата (петолъчката) е стар военен символ, червената петолъчка първоначално е емблема на Червената армия от 20-те години на XX век. Този символ се намира върху повечето флагове и гербове на СССР и на другите комунистически държави и организации. Така например от 1974 до 1991 г. гербът на столицата на България е бил променен, за да включва и червената петолъчка.